# 毬栗蟹
毬栗蟹（學名：Paralomis hystrix）是一種生活在東京灣、遠州灘及至九州水深180-400米的皇帝蟹。它們只有少數的天敵，原因是它們的體型細小，頭胸甲殼上佈滿尖刺。